# Dornier 128
Die Dornier 128 gab es ab 1980 in zwei Versionen als konsequente Weiterentwicklung der Dornier Do 28 D-2 Skyservant. Die Version Dornier 128-2 hatte Kolbenmotoren, während die Version 128-6 Turboprop-Triebwerke erhielt. Die Flugzeugzelle der Do 28 ist dabei abgesehen von Verstärkungen an der Struktur des starren Spornradfahrwerks und des Triebwerks beibehalten worden. Es wurden mehrere Exemplare für afrikanische Kunden gebaut. Erstflug der Turboprop-Version war am 4. März 1980 auf dem Dornier-Werkflugplatz Oberpfaffenhofen. Die Musterzulassung durch das Luftfahrt-Bundesamt erfolgte im Jahr 1981. Im Jahr 1986 wurde die Produktion eingestellt.

## Geschichtliche Entwicklung
Wegen der doch recht anfälligen Triebwerke und der immer schlechter werdenden Versorgungslage mit Flugbenzin (besonders in der Dritten Welt, dem hauptsächlich projektierten Einsatzgebiet der Dornier Flugzeuge) wurde von Dornier Ende der 1970er Jahre eine Weiterentwicklung mit einem Propellerturbinenantrieb realisiert.
Als Prototyp hierfür diente die Do 28D2, D-IBUF; als Baureihe D4 sollte sie mit einer Allison-Turbine umgerüstet werden, was aber nicht erfolgte. Als D5 wurden Lycoming LTP 101-600 Triebwerke eingebaut. Mit der Bezeichnung Turbo-Sky flog sie dann erstmals 1978, u. a. auch auf der Internationalen Luft- und Raumfahrtausstellung in Hannover.
Eine weitere Umrüstung auf die weltweit bekannten PT-6 Triebwerke führte zur D6 (die Baureihe D3 war eine nicht realisierte Version mit Bugradfahrwerk).
Dieser Triebwerkstyp wurde beibehalten und die endgültige Bezeichnung der Baureihe lautet nun Dornier 128-6. Hiervon wurden ca. 30 Maschinen in Serie gebaut. Die D-IBUF ist die einzige in Deutschland noch fliegende Dornier 128-6.

## Polar I
Polar I war das erste Polarforschungsflugzeug des Alfred-Wegener-Instituts (AWI). Die Dornier 128-6 D-IBUF wurde für den Einsatz unter erschwerten Witterungsbedingungen ausgestattet. Die Umrüstungen enthielten Landekufen, ein Wetterradar und ein Enteisungssystem sowie Überlebensausrüstung. Im Winter 1983–1984 nahm sie als unterstützendes Flugzeug an einer Deutschen Expedition des AWI in die Antarktis teil.
Sie wurde ab 1986 von der Technischen Universität Braunschweig als Forschungsflugzeug und „fliegendes Klassenzimmer“ betrieben und im Oktober 2021 vom Institut für Flugführung der TU an die Flugwerft Schleißheim übergeben.

## Technische Daten
| Kenngröße             | Dornier 128-2                                                                          | Dornier 128-6                                    |
| --------------------- | -------------------------------------------------------------------------------------- | ------------------------------------------------ |
| Besatzung             | 2                                                                                      | 2                                                |
| Passagiere            | 10                                                                                     | 10                                               |
| Länge                 | 11,4 m                                                                                 | 11,4 m                                           |
| Spannweite            | 15,5 m                                                                                 | 15,5 m                                           |
| Höhe                  | 3,9 m                                                                                  | 3,9 m                                            |
| Gesamtmasse           | 4015 kg                                                                                | 4350 kg                                          |
| Triebwerke            | 2 Lycoming O-540/Lycoming IGSO-540 6-Zylinder-Kolbenmotoren mit je 380 PS (ca. 280 kW) | 2 Pratt & Whitney Canada PT6A-110 mit je 400 WPS |
| Höchstgeschwindigkeit | 304 km/h                                                                               | 330 km/h                                         |
| Dienstgipfelhöhe      | 7470 m                                                                                 | 9936 m                                           |
| Normale Reichweite    | 1140 km                                                                                | 1825 km                                          |